# Brasserie du Mont-Blanc
La Brasserie Distillerie du Mont-Blanc est une brasserie savoyarde fondée par Sylvain Chiron en 1999.
Le lieu de production s'installe en 2010 sur la zone industrielle de Bissy à Chambéry, en région Auvergne-Rhône-Alpes. Le siège social de l'entreprise se trouve dans la commune des Houches (Haute-Savoie) mais les bières sont brassées à La Motte-Servolex (Savoie).

## Histoire
Au XIXe siècle, en Savoie, la Brasserie du Mont-Blanc, installée à Sallanches, est l'une des six brasseries qui existent dans le duché et qui perdurera jusqu'au début du siècle suivant.
Sylvain Chiron, fils des fondateurs de la marque de pâtes Alpina Savoie, reprend la marque « Brasserie du Mont-Blanc » en 1999,. 
Le 18 septembre 2023, le groupe belge Duvel Moortgat annonce le rachat de la Brasserie du Mont-Blanc. 

## Produits

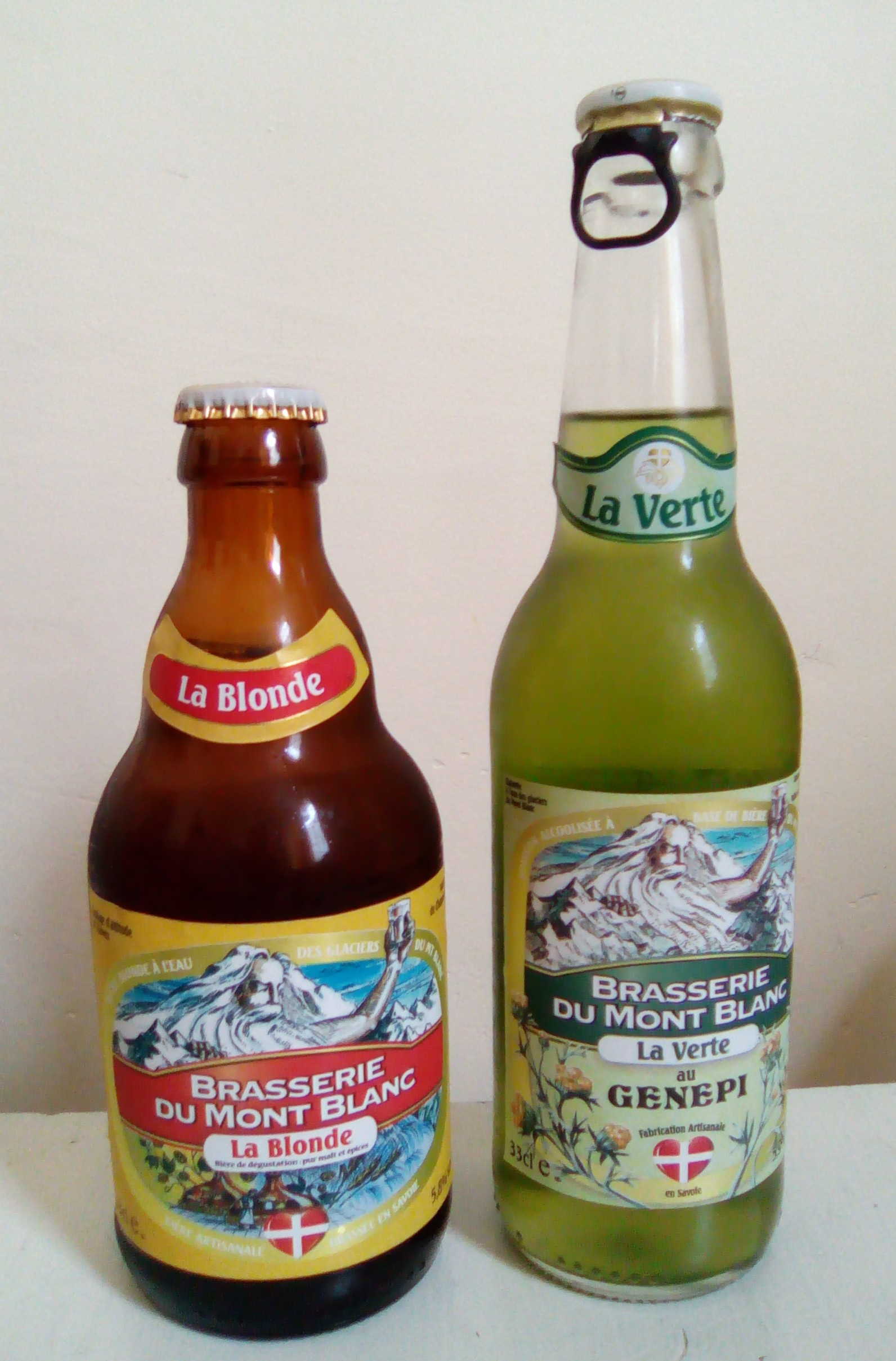
Bouteilles de La Blonde et de La Verte.

La particularité de la marque est de promouvoir des produits réalisés avec de l'eau de source du Mont-Blanc, captée à la source dite « l’Enchapleuze », située à 2 074 mètres d'altitude sur la commune des Houches.

### Bières
- La Blanche du Mont-Blanc. Elle obtient la médaille de bronze au Concours général agricole en 2011[8] puis est reconnue « meilleure bière blanche » par les World Beer Awards en 2015[9].
- La Blonde du Mont-Blanc. Elle obtient la médaille d'argent au Concours général agricole en 2011[8].
- La Verte du Mont-Blanc. Bière aromatisée au génépi.
- La Violette du Mont-Blanc.  Bière aromatisée à l'airelle et à la violette. Elle obtient la médaille de bronze au Concours général agricole en 2011[8].
- La Rousse du Mont-Blanc : Bière ambrée spéciale aux trois malts (orge, blé, avoine), lancée en 2010. Elle obtient la médaille d'or au Concours général agricole en 2011. Reconnue « meilleure pale ale ambrée d’Europe et du monde » par les World Beer Awards en 2011[10].
- La Bleue du Mont-Blanc : Bière aromatisée aux myrtilles
- La Triple Épices : Bière ambrée intense aux épices
- La Cristal : Bière blonde légère désaltérante
- La Cristal IPA : Une IPA (India Pale Ale), médaille d'or International Beer Challenge 2018, Meilleure IPA française 2018 au World Beer Awards 2018, Meilleure session IPA au monde 2019 au World Beer Awards 2019.
- La Imperial Milk Stout : Une bière brune, contenant du petit lait en provenance de l'Abbaye de Tamié

### Cola
- Alp'Cola par Alp'boissons, filiale de la Brasserie du Mont-Blanc. Lancé en 2010[5],[11].

## Distribution
La Brasserie du Mont-Blanc réalise un peu plus de 20 % de son chiffre d'affaires à l'exportation.

## Sources et références
1. ↑  Les Échos, « La Brasserie du Mont-Blanc reprise par le belge Duvel Moortgat », sur lesechos.fr, 11 octobre 2024 (consulté le 20 mai 2024)
2. ↑  « BRASSERIE DISTILLERIE DU MONT BLANC (LES HOUCHES) Chiffre d'affaires, résultat, bilans sur SOCIETE.COM - 421312505 », sur www.societe.com (consulté le 11 avril 2019)
3. ↑  La blanche du Mont-Blanc, meilleure bière au monde, 20 minutes, 4 novembre 2015
4. ↑  Justinien Raymond, La Haute-Savoie sous la IIIe République : histoire économique, sociale et politique, 1875-1940 (volume 1), Seyssel, Atelier national de reproduction des thèses, 1983, 1171 p. (ISBN 2-903528-25-X), p. 283.
5. 1 2  Article, « La Brasserie du Mont-Blanc lance elle aussi son soda "Alp'Cola" », Le Dauphiné libéré, mis en ligne le 1er juin 2010.
6. ↑  [PDF] Article, « La gastronomie joue ses meilleurs cartes », pp.19-20, paru dans Rhône-Alpes Économie, déc.2006-janv. 2007. Publication de la C.C.I.
7. ↑  « La Motte-Servolex : le groupe Duvel rachète la Brasserie du Mont-Blanc », sur L'Essor Savoyard, 18 septembre 2023 (consulté le 18 septembre 2023)
8. 1 2 3  Article, « Les Bières du Mont-Blanc primées », Le Dauphiné libéré, mis en ligne le 27 février 2011.
9. ↑  The World Beer Awards, « Mont Blanc La Blanche » (consulté le 15 octobre 2015)
10. ↑  Article Flash Info, « La bière rousse de la brasserie du Mont-Blanc à Chambéry élue meilleure bière ambrée du monde », La Vie nouvelle, mis en ligne le 2 novembre 2011.
11. ↑  Article Flash Info, « Un an après, la guerre des colas en Savoie », La Vie nouvelle, mis en ligne le 6 octobre 2011.

### Filmographie
- Sujet sur les récompenses obtenues au Concours général de Paris par la Brasserie, le 19/20 France 3 Alpes, le 4 mars 2011.
- Sujet sur les micros-brasserie, le Journal du Midi de France 3 Alpes, le 12 avril 2011.
- Sujet sur la récompense obtenue du World Beer Award, Journal de TV8 Mont-Blanc, le 3 novembre 2011.